# Soldatenfriedhof Bordj Cedria

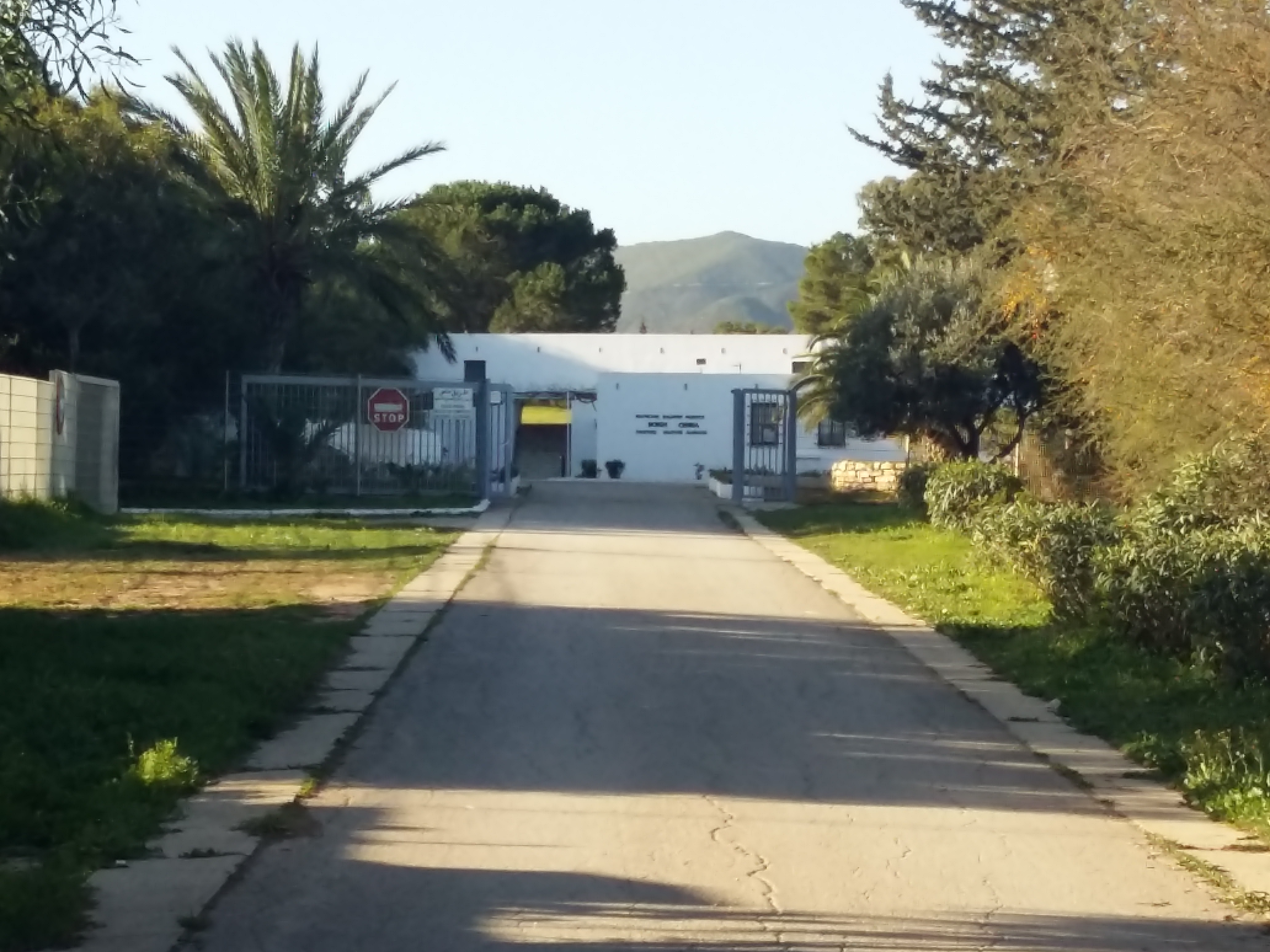
Soldatenfriedhof Bordj Cedria, 2016

Der Soldatenfriedhof Bordj Cedria ist ein Soldatenfriedhof in Tunesien. Er liegt nahe dem Dorf Bordj Cedria  (französisch Borj Cédria, arab. برج السدرية), etwa 25 Kilometer östlich von Tunis, der Hauptstadt Tunesiens. In der Kriegsgräberstätte sind 8.562 deutsche Soldaten beerdigt, die im Zweiten Weltkrieg bei den Kämpfen des Tunesienfeldzuges von November 1942 bis Mai 1943 gefallen oder in Kriegsgefangenschaft verstorben sind.

## Lage
Die Kriegsgräberstätte liegt etwa 25 Kilometer östlich von Tunis im Bereich der Küstenzone und am Nordwesthang des Gebirgsausläufers Keddel. Die Anfahrt vom Hafen bzw. vom Flughafen führt über die Stadtmitte, über die Avenue de Carthage. Diese mündet in die Nationalstraße Nr. 1 Richtung Sousse. Nach 30 Kilometern wird der Ort Hammam Lif passiert, nach weiteren drei Kilometern zweigt die Zufahrtsstraße rechts zum Friedhof ab.

## Sammelfriedhof
Zunächst waren die Toten der deutschen Wehrmacht auf sechs provisorischen Sammelfriedhöfen in Nassen, Bizerta, La Mornaghia, El M'Dou, Mateur und Sfax beigesetzt worden. Viele deutsche Gefallene befanden sich auch in Feldgräbern, die über das ganze Land verstreut waren. Nach dem deutschen Kriegsgräberabkommen mit Tunesien vom 28. März 1966 war die rechtliche Basis geschaffen, die bisherigen Anlagen aufzulassen und die Toten von dort und aus den verstreuten Feldgräbern nach Bordj Cedria umzubetten. Der Soldatenfriedhof wurde 1973–1975 errichtet und am 28. September 1977 eingeweiht. An 104 Gefallene der Jahre 1941–1943, deren Gräber in Tunesien nicht auffindbar waren, wird erinnert.

## Gestaltung
Ein steiler gepflasterter Weg führt vom Besucherraum zur Kriegsgräberstätte. Sie besteht aus einem zentralen Innenhof und sechs Einzelhöfen. In den Einzelhöfen befinden sich Gebeinhäuser (Ossarien), die mit großen Granittafeln ummantelt sind. Auf den Granittafeln sind die Namen, Dienstgrad, Geburts- und Sterbedatum der Gefallenen dokumentiert. Im zentralen Innenhof weist ein Gedenkstein auf Arabisch, Französisch und Englisch auf die deutschen Gefallenen und die Zahl der Toten hin. Die in sich geschlossenen Einzelhöfe haben die Namen Bizerta, El M’Dou, Mateur, La Mornaghia, Nassen und Sfax.

## Filme
- Paul Sippel: Tunesien – Deutscher Soldatenfriedhof Bordj Cedria bei youtube